# Sălajul nou
Sălajul nou a fost un ziar editat în Zalău, județul Sălaj începând cu 4 august 1946. Începand cu nr. 3 din 18 august 1946, saptamanalul in patru pagini va purta denumirea Graiul Sălajului.